# Новицкая, Татьяна Марковна
Татья́на Ма́рковна Нови́цкая (23 апреля 1955, Москва — 14 апреля 2003, там же) — советская киноактриса. Исполняла, как правило, эпизодические роли.

## Биография
Родилась в Москве 23 апреля 1955 года в семье эстрадного артиста Марка Владимировича Новицкого. В 1977 году окончила Театральный институт имени Бориса Щукина при Государственном академическом театре имени Евгения Вахтангова.
В кино c 1974 года (роль Александры в телесериале «Хождение по мукам»), в дальнейшем исполняла характерные эпизодические роли. Была актрисой Московского драматического театра «Бенефис».
Была замужем за Анатолием Бодровым. В 1990-х годах заболела диабетом, перенесла несколько операций, лишилась одной ноги.
Скончалась 14 апреля 2003 года в Москве. Была кремирована, урна с прахом захоронена в колумбарии Ваганьковского кладбища

## Награды
- III премия в номинации «Речевой жанр» (в дуэте с Игорем Шароевым) на VII Всесоюзном конкурсе артистов эстрады (Москва, 1983)[5].

## Фильмография
- 1977 — Хождение по мукам — Александра
- 1978 — Особых примет нет / Znaków szczególnych brak (СССР, Польша) — горничная
- 1978 — Кот в мешке — Алевтина Петровна
- 1979 — Сватовство гусара — девушка в окне
- 1980 — Вечерний лабиринт — певица в ресторане
- 1981 — Бешеные деньги — горничная
- 1982 — Слёзы капали — продавщица в магазине канцтоваров
- 1982 — Принцесса цирка
- 1983 — Тревожный вызов — Малика
- 1986 — Кин-дза-дза! — работница планетария
- 1987 — Забытая мелодия для флейты — хористка
- 1988 — Убить дракона — бегущая женщина
- 1990 — Аферисты — администратор гостиницы
- 1991 — Не будите спящую собаку